# Missa brevis núm. 11 (Mozart)
La Missa brevis núm. 11 en do major, «Credo», K. 257, és una missa composta per Wolfgang Amadeus Mozart, probablement el 1776. La Missa «Credo» ha estat classificada com un missa solemnis, una missa brevis o una missa brevis et solemnis. També la durada en la seva interpretació, que és d'uns 25 minuts, fa que sigui difícil classificar-la de manera definitiva. El seu nom deriva de la llarg Credo, en el qual la paraula credo es repeteix diverses vegades a partir d'un motiu de dues notes. Per tant, forma part de la tradició de les anomenades "Misses Credo", entre les quals s'inclouen la «Kleine Credo Messe» (Missa brevis núm. 3, K. 192) i, més tard, la Missa Solemnis de Beethoven. La primera interpretació fou a Salzburg, el novembre de 1776. Aquesta és una de les tres misses que Mozart va compondre durant els mesos de novembre i desembre de 1776. Totes en la tonalitat de do major, inclosa la «Piccolomini-messe» (K. 258) i la Missa del solo d'orgue, «Orgelsolomesse» (K. 259).

## Estructura
Està constituïda per sis moviments.
1. "Kyrie" Andante maestoso, do major, 3/4
"Kyrie eleison..." Allegro, do major, 4/4
2. "Gloria" Allegro assai, do major, 4/4
3. "Credo" Molto allegro, do major, 3/4
"Et incarnatus est..." Andante, do major, 6/8
"[Credo, credo...] Et resurrexit..." Molto allegro, do major, 3/4
4. "Sanctus" Allegretto, do major, 4/4
"Hosanna in excelsis..." Molto allegro, do major, 4/4
5. "Benedictus" Allegro, fa major, 4/4
"Hosanna in excelsis..." Molto allegro, do major, 4/4
6. "Agnus Dei" Andante maestoso, do major, 3/4
"Dona nobis pacem..." Allegro vivace, do major, 4/4

Pel que fa a la instrumentació, està escrita per a quatre solistes (soprano, contralt, tenor i baix), cor mixt a quatre veus, violins (I i II), dos oboès, dos clarins (trompetes agudes), tres trombons (colla part) i baix continu.